# Midtown Madness 2
Midtown Madness 2 é um jogo eletrônico de corrida em mundo aberto desenvolvido pela Angel Studios e publicado pela Microsoft no ano 2000 para Microsoft Windows.
O jogo tem disponível as cidades de Londres e San Francisco com os modos de jogo Blitz, Checkpoint, Circuit e Cruise com apossibilidade mudar o clima e o período do dia, além de perseguições policiais, o jogo também têm a possibilidade de se jogar pela internet pelo MSN Gaming Zone.